# 派梅

派梅（西班牙語：Paime）是哥倫比亞的城鎮，位於該國中部，由昆迪納馬卡省負責管轄，距離首府波哥大141公里，始建於1617年，面積174平方公里，海拔高度1,120米，2005年人口5,281。
5°22′N 74°09′W / 5.367°N 74.150°W